# رادیودارو
یکی از روش های تشخیصی و درمانی ارزشمند در طب، پزشکی هسته ای می باشد. که تبلور آن از ابتدا تا کنون تلفیقی از کشفیات مهم تاریخی بوده است. اولین جرقه در سال ۱۸۹۵ با کشف اشعه X و در ۱۹۳۴ با کشف مواد رادیواکتیو زده شد. اولین استفاده کلینیکی مواد رادیواکتیو، در سال ۱۹۳۷ جهت درمان لوسمی در دانشگاه کالیفرنیا در برکلی بود. بعــــــد از آن در ۱۹۴۶ با استــــــفاده از این مواد توانستند در یک بیمار مبتلا به سرطان تیروئـید از پیشرفت این بیماری جلوگیری کنند.طی سال های بعد از آن متخصصین و فیزیک دانان به این واقعیت پی بردند، که می توان از تجمع رادیو داروها در ارگان هدف تصاویری از آن تهیه نمود و یا به درمان بافت آسیب دیده کمک نمود.
پزشکی هسته‌ای ، شاخه‌ای از پزشکی است که در آن تشعشع و خواص هسته‌ای نوکلوئیدهای رادیواکتیو و نوکلیدهای پایدار هم برای تشخیص و هم برای درمان امراض بکار می‌روند. این امر می‌تواند یا با پرتو دهی مستقیم مریض با یک چشمه تشعشع خارجی یا با تزریق داروهای نشاندار با رادیواکتیویته به مریض تحقق یابد. زمینه پزشکی هسته‌ای و رادیو دارو در 20 سال گذشته رشد فوق العاده‌ای داشته است. پیشرفت هایی در توانایی پیش بینی‌ها ، تکنولوژی آشکارسازی و توسعه رادیو داروهای متناسب ، همه در این توسعه سهیم بوده‌اند. داروهای نشاندار رادیواکتیو که به مریض تزریق یا خورانده می‌شوند، به نام رادیو داروها هستند. بی‌شک امروزه رد پای فناوری هسته‌ای را می‌توان کم و بیش در هر کجا یافت، از زمین‌های کشاورزی و بیمارستان‌ها گرفته تا کارخانه‌های بسیار پیشرفته صنعتی. یکی از کاربردهای بسیار مفید و منحصر به فرد فناوری هسته‌ای تولید رادیوداروها است که بی‌تردید انقلابی در دانش پزشکی به‌شمار می‌روند. امروزه با پیشرفت سریع دانش هسته‌ای، پزشکی هسته‌ای و فناوری نانو، و تلفیق این سه، پیشرفت‌های سریعی در دانش تولید رادیو داروها به وقوع پیوسته است، از این رو امروزه بخش گسترده‌ای از تحقیقات علمی کشورهای پیشرفته معطوف به مطالعه و گسترش رادیوداروها است. رادیو داروها هم در فرایندهای مرتبط با تشخیص و پیشگیری از بیماری‌ها کاربرد گسترده‌ای دارند و هم در فرایندهای درمان بیماری‌ها. به ویژه امروزه از رادیو داروها در تشخیص و درمان انواع سرطان‌ استفاده بسیار گسترده‌ای می‌شود به‌طوری که نیمی از مبتلایان به سرطان در فرایند درمان خود از این رادیو داروها استفاده می‌کنند.

## تعریف رادیو دارو
در یک تعریف ساده به هر دارویی که در ساختار آن یک رادیو ایزوتوپ موجود باشد رادیودارو گفته می‌شود، رادیوایزوتوپ‌ها در واقع عناصر ناپایداری هستند که با توجه به ساختار اتمی‌شان از خود پرتو (Radiation) منتشر می‌کنند. این پرتوها که شامل پرتوهای آلفا (α)، بتا (β) و گاما (γ) هستند دارای طول موج و سطح انرژی‌ متفاوتی هستند و بر همین اساس می‌توانند در فرایندهای مختلف تشخیصی و درمانی به کار گرفته شوند. سودمندترین رادیو ایزوتوپ‌ها در پزشکی هسته‌ای رادیوایزوتوپ‌های تابش کننده پرتو گاما هستند، زیرا پرتوهایی که از این مواد در درونِ بدن تابش می‌شوند را می‌توان از بیرون بدن به سادگی تشخیص داد.داروهای نشاندار رادیواکتیو که به مریض تزریق یا خورانده می‌شوند، به نام رادیو داروها معروف هستند. دارویی هسته‌ای یا رادیو فارماکولوژی روش دارویی خاصی است که با ترکیبات ، آزمایش یا تزریق مناسب رادیو دارو به مریض ارتباط دارد.

## تاریخچه
اولين استفاده کلينيکي از مواد راديواکتيو، در سال 1937 جهت درمان لوسمي در دانشگاه کاليفرنيا در برکلي بود. بعد از آن در 1946 با استفاده از اين مواد توانستند از پیشرفت بیماری در يک بيمار مبتلا به سرطان تيروئيد جلوگيري کنند. البته با توجه به عوارض جانبی این روش، تا سال 1950 کاربرد کلينيکي مواد راديواکتيو گسترش چندانی نیافت، اما سال‌ها بعد دانشمندان دریافتند که مي‌توان با هدایت رادیوداروها و تجمع آن‌ها در ارگانِ هدف (مثلا در غده سرطانی) تصاويري از آن تهيه نمود و يا به درمان بافت آسيب ديده کمک کرد. بدین ترتیب در اواسط دهه 60 مطالعات گسترده‌ای در این زمینه‌ها آغاز گشت و در دهه 1970 توانستند با جاروب نمودن و هدایت مواد رادیواکتیو به درون ارگان‌های مشخص بدن، از ارگان‌هاي داخلی بدن مانند کبد و طحال، تومورهاي مغزي و مجاري گوارشي تصاويري را تهيه نمايند. در سال‌های دهه 1980 از راديو داروها جهت تشخيص بيماري هاي قلبي استفاده نمودند و هم اکنون نيز با ضريب اطمينان بسيار بالايي از آن‌ها در درمان و تشخيص و پيگيري روند درمان انواع بيماري‌ها استفاده مي‌گردد.

## کارکرد
هر رادیو دارو دارای دو جزء است: 1. جزء شیمیایی 2. جزء رادیو ایزوتوپی. رادیوداروها معمولا به صورت خوراکی و یا از طریق تزریق و همچنین استنشاق، به درون بدن وارد می‌شوند و به روش‌های مختلفی که در مقالات بعدی بدان‌ها خواهیم پرداخت، به سوی عضو هدف هدایت می‌شوند. عضو هدف یعنی آن بخش یا عضوی که دارو باید در آن جمع شده و کارکرد خود را انجام دهد، مثلا یک تومور یا غده سرطانی و یا یکی از اعضای درونی بدن مانند کبد، ریه یا قلب. وقتی که رادیو دارو در عضو هدف جمع می‌شود بر اساس نوع دارو و کارکرد ویژه آن تا مدت زمان معینی در همان محل باقی مانده و با منتشر کردن پرتو کارکرد و ماموریت خود را انجام می‌دهد و سپس از طریق فرایندهای متابولیکی بدن یا از کار می‌افتد و یا دفع و از بدن خارج می‌گردد.

## انواع کارکردها
به‌طور کلی رادیو داروها دو کارکرد متفاوت دارند که عبارتند از:
1. کارکردهای تشخیصی
2. کارکردهای درمانی

با این حال فرایند کلی کارکرد رادیو داروها در هر دو مشابه است و همان‌گونه که در بخش پیش تشریح شد به‌طور خلاصه عبارت است از ورود رادیو دارو به درون بدن، هدایت آن به عضو مورد نظر و باقی ماندن رادیو دارو برای یک مدت زمان معین در آن محل و انتشار پرتو از آن.

### کارکردهای تشخیصی
از رادیو داروها به دو روش برای تشخیص بهره‌گیری می‌شود که عبارتند از تشخیص زنده و تشخیص غیر زنده. روش‌های تشخیص زنده، آن روش‌هایی هستند که در آن‌ها یک رادیودارو به درون بدن یک بیمار زنده وارد می‌گردد. از این رادیو دارو پرتو گاما منتشر می‌شود و همین پرتوها از بدن عبور کرده و خارج شده و سپس برای تامین اطلاعات مورد نظر از طریق گیرنده‌های پرتو، دریافت و مونیتور می‌شوند. روش‌هاي تشخیص غير زنده آن‌ کارهايي هستند که بر روي نمونه‌هاي برداشته شده از يک بیمار انجام مي‌گيردو امروزه به‌طور گسترده‌ای در آزمایشگاه‌های پزشکی برای تعیین هورمون‌ها، داروها ، ویروس‌ها و دیگر گونه‌های آلی در سطح جهان به کار می‌رود.

#### روشهای تشخیص زنده
روشهای تشخیص زنده ، آن روشهایی هستند که در آنها یک رادیودارو در سیستم یک مریض زنده بطریق خوراندن ، تزریق یا با استنشاق وارد می‌گردد. اشعه گاما نشر شده بوسیله رادیوداروها برای تامین اطلاعات مورد نظر مونیتور می‌شوند. آشکارسازهای اشعه گاما بکار رفته در تشریح و عکسبرداری طبی غالبا به نام "دوربین‌های گاما" هستند. اکثر آشکارسازهای یدید سدیم جفت شده با لوله های فتومولتی پلایر بکار می‌روند ، چرا که در این مورد بازدهی بالا مهم‌تر از تفکیک خوب انرژی است.
روشهای زنده ممکن است اطلاعات آناتومی (ساختمانی) یا فیزیولوژیکی (کاری) بدهند.

#### آزمایش تشخیص غیر زنده (رادیو ایمونواسی)
روشهای غیر زنده آنهایی هستند که روی نمونه‌های برداشته شده از یک مریض انجام می‌گیرد. تعدادی از این روشها مستلزم بکارگیری رادیو داروها است. ولی مهمترین آنها روش رادیو ایمونواسی (RIA) می‌باشد.
رادیو ایمونواسی و تاثیر آن در پزشکی
رادیو ایمونواسی نوعی تجزیه بطریق رقیق کردن ایزوتوپی (IDA) ، جزو استو کیومتری است که در آن عنصر مورد تجریه نشاندار و غیر نشاندار برای پیوند با مقادیر محدود مولکولی که به‌طور خاص با عنصر مورد تجزیه پیوند می‌دهد، رقابت می‌کند. RIA به‌طور گسترده در آزمایشگاههای پزشکی برای تعیین هورمونها ، داروها ، ویروسها ، و دیگر گونه‌های آلی در سطح جهان بکار می‌رود. شروع RIA به سالهای 1950 ، با بررسی S.Berson و R.Yalow برروی متابولیسم انسولین B1I در مریض‌های دیابتی بر می‌گردد.
Berson و Yalow دریافتند که مریض‌های دیابتی موادی در سرم خون دارند که با انسولین پیوند می‌دهند. آنها مشاهده کردند که انسولین نشاندار و غیرنشاندار با این ماده پیوند دهنده رقابت کرده، و این مقدار انسولین غیرنشاندار موجود ، مقادیر انسولین نشاندار را که پیوند داده متأثر می‌کند. آنها در این مطالعه توانایی روش ، جهت ارزیابی انسولین را دریافتند. RIA از آن زمان تا کنون پیشرفتهای گسترده‌ای را در روشهای پزشکی با کاربردهای وسیع برای اندازه گیری مقادیر بسیار کم بسیاری از بیو مولکولهای مهم نموده است.

##### کاربردهای درمانی تشعشع
کاربردهای درمانی تشعشع و رادیو داروها نسبت به کاربردهای تشخیص محدودتر هستند. زمانی که تشعشع برای درمان بکار می‌رود، مقصود نابود نمودن یک قسمت خاص از نسوج مریض با تشعشع است. چشمه تشعشع می‌تواند داخلی و خارجی باشد.

##### چشمه‌های مورد استفاده در درمان
چشمه‌های خارجی تشعشع در حال حاضر اساسا در شکل باریکه‌های الکترونی یا اشعه ایکس است. بسیاری از دستگاهها می‌توانند برای تولید این تشعشعات بکار روند. ولی شتابدهندهای خطی کوچک بیشترین کاربرد را دارند. الکترونهای با انرژیهای 4 تا 15 میلیون الکترون ولت برای درمان سرطانهایی که نزدیک سطح بدن هستند، مانند سرطانهای پوست ، سینه ، سر و گردن بکار می‌روند.
زمانی که نفوذ بیشتری از تشعشع لازم باشد، اشعه گاما از یک چشمه بسته رادیو نوکلید مورد استفاده قرار می‌گیرد. 60Co به‌طور گسترده‌ای برای این منظور بکار رفته است، ولی در حال حاضر 137Cs ترجیح داده می‌شود. علاوه بر تشعشع خارجی یک عضو ممکن است، یک سوزن یا دانه رادیواکتیو را در داخل بدن مریض کاشت و لذا تنها مقاطع خاصی را که باید نابود شوند، پرتودهی نمود. در این رابطه کاشتهای 198Au و 125I متداول است.

### کارکردهای درمانی
کاربردهای درمانی رادیو داروها در مقایسه با کاربردهای تشخیص محدودتر هستند. در این موارد که در بیماران مبتلا به سرطان بسیار از آن بهره برده می‌شود از پرتوهای منتشر شده از رادیوداروها برای جلوگیری از تقسیم و انتشار سلول‌های سرطانی و همچنین ضعیف کردن و نابودسازی آن‌ها استفاده می‌شود. نابودی سلول‌های سرطانی از طریقیونیزاسیون انجام می‌شود، بنابراین پرتوهایی که دارای یونیزاسیون مخصوص بالا بوده و نیز بردهای کوتاه دارند، برای این عمل مفید هستند، چرا که این رفتار منجر به مقدار زیاد نابودی نسوج در یک منطقه کوچک و محدود می‌گردد. بهترین ایزوتوپ‌ها برای مقاصد درمانی، آن‌هایی هستند که پرتوهای آلفا یا بتا با انرژی پایین منتشر می‌کنند.

## ایران و رادیو دارو
استفاده از فناوری های نوین خصوصا در حوزه هسته ای، یکی از نیازهای بشر بوده است و جمهوری اسلامی ایران نیز همپای چند کشور محدود فعال در این فناوری، با سرمایه گذاری وسیع در حوزه های صلح آمیز هسته ای از جمله تولید رادیو داروها و نیز انرژی، کوشیده است به این نیازها پاسخ داده شود و مطابق با سند توسعه کشور و چشم انداز 20 ساله، جزء کشورهای برتر این فناوری در منطقه قرار گیرد. فعالیتهای هسته ای ایران از سال 1335 تحت عنوان "مرکز اتمی دانشگاه تهران" با آغاز به کار راکتور 5 مگاواتی تهران شروع شد. در این سال سازمان انرژی اتمی ایران (A.E.O.I) به منظور تولید 23 هزار مگاوات برق هسته ای و توسعه علوم و فنون هسته ای ایجاد و متعهد به ساخت 4 نیروگاه هسته ای در بوشهر و دارخوین، 4 نیروگاه در اصفهان و استان مرکزی و ایجاد چندین نیروگاه و تاسیسات هسته ای در مکانهای مختلف کشور شد.
افتخارات بسیاری در طول بیش از 30 سال فعالیت محققان کشور پس از پیروزی شکوهمند انقلاب اسلامی با توسعه این فناوری در حوزه های سلامت، کشاورزی و فیزیک هسته ای حاصل شد که از آن جمله می توان به تولید 6 رادیو دارو برای درمان بیماریهای صعب العلاج، تولید شتابگرها و کاهش آفات کشاورزی اشاره کرد.به دنبال این موفقیت ها و دستیابی محققان کشور به فناوری غنی سازی اورانیوم و راه اندازی یک زنجیره کامل غنی سازی در نطنز از سال 86 روز 20 فروردین ماه روز جشن هسته ای نامگذاری شد و در پی تصویب آن در شورای عالی انقلاب فرهنگی، این روز در تقویم رسمی ایرانیان روز ملی فناوری هسته ای نام گرفت.

### سابقه فناوری هسته ای در پزشکی ایران
استفاده از فناوری هسته ای در تولید دارو از سال ها قبل مورد توجه دانشمندان ایرانی قرار داشته است و از اواسط دهه 60 شمسی تولید این رادیوداروها آغاز شده است، و برای اجرای چنین طرحی در کشور، هماهنگی میان دستگاه ها و تامین منابع ملی لازم یک ضرورت بود ادامه داد: با انعقاد قرارداد میان معاونت علمی و فناوری ریاست جمهوری و سازمان انرژی اتمی درسال 88، مقرر شد پژوهشگاه علوم و فنون هسته ای به عنوان مجری تولید رادیو داروها نسبت به اجرای این طرح اقدام کند و در این راستا، با تامین هزینه ای به میزان چهار میلیارد تومان توسط معاونت علمی و فناوری ریاست جمهوری این پروژه وارد مراحل اجرایی شد.
به منظور تعیین اقلام دارویی که باید با استفاده از این فناوری به تولید می رسید، گروهی از کارشناسان و محققان در قالب کمیته راهبردی نسبت به بررسی نیازهای دارویی کشور که می توانست با استفاده از این فناوری تامین شود اقدام و در نهایت با دریافت استعلام از 20 مرکز پزشکی هسته ای و دانشگاه های علوم پزشکی مختلف درسراسر کشور، در نهایت لیستی از 30 قلم داروی اولویت دار مورد نیاز تهیه و بر اساس امکانات و توانایی موجود، تولید 20 رادیو دارو آغاز شد.
برای اجرای این طرح، 17 زیر پروژه، یک مجری و نیز هفت مجری اصلی در زیر مجموعه های مختلف آغاز به کار نمودند که اینک نیز به فعالیت خود ادامه می دهند.

### ایران پیشرو در تولید رادیو دارو
رادیوداروهای تولید داخل به 15 کشور مانند مصر، هند، پاکستان، عراق، لبنان، سوریه و ‏برخی کشورهای اروپایی صادر می‌شوند.‏این دارو بر اساس دستورالعمل‌های وزارت بهداشت به صورت نمونه در دانشگاه‌های علوم پزشکی مانند شهید بهشتی، مشهد و شیراز روی بیماران مبتلا ‏به این نوع از سرطان آزمایش می‌شود. قیمت هر دوز این دارو 15 هزار دلار است، اما در کشور ایران به صورت رایگان به بیماران داده ‏می‌شود.‏رادیوداروها به گونه ای عمل می کنند که ایزوتوپ‌های رادیواکتیو روی مولکول‌های خاصی بنشینند تا به جای خاص ‏مورد نظر در بدن انتقال پیدا کنند.تولید رادیو داروها در ایران در سال 1404 از مرز 70 رادیو دارو عبور کرد.

## رادیو دارو برای بیماران صعب العلاج
درمان بیماریهای صعب العلاج یکی از مهمترین اهداف محققان در بخش سلامت است. با گسترش و کاربردی کردن فناوری هسته ای در حوزه های مختلف، محققان بخش سلامت اقداماتی در جهت تولید دارو با استفاده از این فناوری انجام دادند که از آن جمله می توان به تولید رادیو داروها اشاره کرد. رادیو داروها یا از طریق شکاف اورانیوم و یا از طریق واکنشهای هسته ای تولید می شوند. در این راستا پژوهشگران کشور موفق به تولید دو رادیو دارو "ساماریوم 153" و "رنیوم186" شدند. رنیوم با استفاده از راکتور و شتابدهنده ها و ساماریوم از طریق واکنش هسته ای عرضه شدند.این دو دارو به منظور کاهش درد در بیماران سرطانی تولید شدند. تولید رادیو داروی "مولیبدن تکنسیم" از دیگر دستاوردهای محققان هسته ای در بخش داروسازی است. این رادیو دارو در تشخیص بسیاری از بیماریها مورد استفاده قرار می گیرد که مهمترین آنها بیماریهای قلبی و تنگی عروق قلب است. همچنین این ماده دارویی در تشخیص بسیاری از بیماری ها از جمله بیماری هایی که نیاز به اسکن از ماهیچه های قلبی، مغز استخوان، غدد بزاقی، تیروئید، پاراتیروئید، شش ها، کبد و کلیه دارند کاربرد دارند.

## ردیاب های رادیو دارویی
رادیودارویی که به مریض تزریق می‌شود، باید برای مدت طولانی کافی در عناصر هدف بماند، ولی نه طولانی‌تر از حد ، تا جذب در تشعشع در حداقل باشد. مدت زمانی که در آن ، دارو مفید است، بستگی به نیم عمر رادیولوژیکی و نیم عمر بیولوژیکی دارد، یعنی مدت زمانی که دارو در بدن می‌ماند قبل از آنکه بوسیله فرایندهای متابولیکی از فعالیت افتاده یا از سیستم بدن خارج شود.

### جدول زیر بعضی از انواع شیمیایی و کاربردهای آنها را در پزشکی هسته‌ای و به عنوان رادیودارو نشان می‌دهد.[۳۰]
| نام نوکلید | شکل شیمیایی     | کاربرد                                                               |
| ---------- | --------------- | -------------------------------------------------------------------- |
| 99mTc      | پرتکنتات سدیم   | مغز ، تیروئید، غدد بزاقی، عکس برداری استخر خونی، مکان یابی، جفت جنین |
| 99mTc      | کلوئید آلبومین  | جگر ، طحال، عکسبرداری مغز استخوان                                    |
| 99mTc      | اتی درونات EHDP | عکسبرداری استخوان                                                    |
| 99mTc      | پنتتات DTPA     | عکسبرداری مغز، ریزش کلیوی، عکسبرداری تنفس شش                         |
| 99mTc      | پیروفسفات PPi   | عکسبرداری استخوان، عکسبرداری آرواره                                  |
| 131I       | یدید سدیم       | تشخیص کار تیروئید، عکسبرداری تیروئید                                 |
| 125I       | آلبومین         | تعیین حجم خون و پلاسما، بررسیهای تیروئید                             |
| 123I       | یدید سدیم       | تشخیص کار تیروئید، عکسبرداری تیروئید                                 |
| 201Tl      | کلرید تالوس     | عضلات قلب، گردش خون                                                  |
| 133Xe      | گاز             | عکسبرداری تنفسی، مطالعات جریان خون                                   |
| 67Ga       | سیترات گالیم    | عکسبرداری تومور                                                      |

### تکنسیم
99mTl ، رادیونوکلیدی است که در روشهای تشخیص پزشکی هسته‌ای بیشتر از همه رادیونوکلیدها مورد استفاده قرار گرفته‌است. تکنسیم، دارای خواصی است که کاربرد آن را در تشخیص امراض مناسب می‌سازد. نیمه‌عمر آن 6.01h است که برای گرفتن اطلاعات پزشکی مدت ‌زمان کافی است، ولی آن اندازه طولانی نیست که مریض دچار پرتوگیری تشعشعی غیرضروری گردد. اشعه گاما با انرژی 142.7KeV نشر شده بوسیله تکنسیم دارای انرژی کافی برای نفوذ به نسوج و آشکارسازی ضعیف است. هزینه تولید 99mTl در حد معقولی است.

### ید
سه ایزوتوپ از ید وجود دارد که برای عکسبرداری جهت تشخیص بکار می‌روند. این ایزوتوپها عبارتند از 131I ، 125I ، 123I. کشش خاص I برای تیروئید ، آن را مفیدترین ایزوتوپ برای عکسبرداری و درمان این غده ساخته است. این رادیوایزوتوپ‌ها معمولا بطرق شیمیایی به محلولی از یدید سدیم تبدیل می‌شوند. ید نیز دارای خواص غنی و گوناگون شیمیایی همانند تکنسیم است، لذا می‌تواند با بسیاری از مولکولهای مختلف همراه باشد.

### تالیم
201Tl از فروپاشی 201Pbحاصل می‌شود. سرب ابتدا بوسیله بمباران پروتونی فلز تالیم حاصل می‌گردد و سپس 201Tl بوسیله EC به 201Hg پایدار با نیمه‌عمر 72.9 ساعت فروپاشی می‌کند. با توجه به این‌که یون ، +Tl از نظر شیمیایی ، مشابه +K است ، 201Tl غالبا برای عکسبرداری از قلب استفاده می‌شود. پتاسیم در کار عادی قلب در هنگام فعالیت‌های بدنی در آنجا جمع می‌گردد.

### گرنون
این گاز بی‌اثر از نظر شیمیایی ، یک محصول جانبی از شکافت است. با توجه به این که 133Xe گاز است ، می‌تواند استنشاق شده و ابتدائا برای تشریح و عکسبرداری شش ، مانند بررسی تهویه موضعی شش‌ها مورد استفاده قرار گیرد.

### گالیم
گالیم در جدول تناوبی در گروه آلومینیوم قرار دارد. ردیاب تشعشعی 67Gaبوسیله جذب الکترون با نشر اشعه گاما ( 93.3 ، 184.6 ، 300.2 کیلو الکترون‌ولت) به 67Zn فروپاشی می‌کند.
67Gaبه‌صورت ترکیب سیترات در بسیاری از انواع تومورها مورد استفاده قرار گرفته و برای نشان دادن تومورهای نسوج نرم بکار می‌رود. ایزوتوپ 72Ga نشان‌دهنده کشش بیشتری برای نسوج اسکلتی نسبت به نسوج نرم است و برای اسکن ‌کردن تومورهای استخوانی بکار رفته‌است.

## جمع بندی
به هر دارویی که در ساختار آن یک رادیوایزوتوپ موجود باشد رادیودارو گفته می‌شود. رادیوایزوتوپ‌ها در واقع عناصر ناپایداری هستند که با توجه به ساختار اتمی‌شان از خود پرتو منتشر می‌کنند.
رادیوداروها در فرایند تشخیص ، پیشگیری و درمان بیماری‌ها کاربرد گسترده ای دارند . به ویژه امروزه از رادیوداروها در تشخیص و درمان انواع سرطان استفاده ی بسیار گسترده‌ای می‌شوند به‌طوری که نیمی از مبتلایان به سرطان در فرایند درمان خود از رادیوداروها استفاده می کنند. امروزه با تلفیق دانش هسته ای، پزشکی هسته ای و فناوری نانو، پیشرفت های سریعی در تولید رادیوداروها به وقوع پیوسته است.